# فرانك شارب (لاعب كرة قدم)
فرانك شارب (بالإنجليزية: Frank Sharp)‏ هو لاعب كرة قدم بريطاني في مركز نصف الجناح، ولد في 28 مايو 1947 في إدنبرة في المملكة المتحدة. لعب مع بورت فايل وغريمسبي تاون وكارديف سيتي ونادي بارنسلي ونادي كارلايل يونايتد وهارت أوف ميدلوثيان.